# Callia paraguaya
Callia paraguaya är en skalbaggsart som beskrevs av Maria Helena M. Galileo och Martins 2002. Callia paraguaya ingår i släktet Callia och familjen långhorningar.
Artens utbredningsområde är Paraguay. Inga underarter finns listade.